# Euacalles
Euacalles, rod kukaca kornjaša (Coleoptera) iz porodice pipa (Curculionidae) koji obuhvaća jednu jedinu vrstu Euacalles cristatus. Rod i vrstu opisao je Broun, 1921.
Rasprostranjen je na Novom Zelandu.